# Carène (bateau)
Pour les articles homonymes, voir Carène.
La carène est la partie immergée de la coque d'un bateau, on peut associer ce terme à œuvres vives. C'est l'ensemble des parties du flotteur qui seront à un moment donné en contact avec l'eau. Du point de vue du concepteur (l'architecte naval), la carène est l'ensemble des lignes longitudinales et transversales qui forment le dessin de la coque dans sa partie immergée. De la forme de carène découlera en grande partie la réussite du projet.

## Stabilité du navire
Dans le calcul de la stabilité d'un navire, le centre de carène est le centre de gravité du volume de carène.
Le terme est associé à un autre concept : l'effet de carène liquide, qui est un déplacement de liquide (pouvant être comparé à un déplacement de poids suspendus) dans le sens du mouvement lors d'une gîte. Cet effet néfaste est en partie éliminé à la construction par les cloisonnements longitudinaux des ballasts et compartiments envahissables. Le métacentre de carène est le centre (variable en position) de rotation du centre de carène lors des inclinaisons du navire.

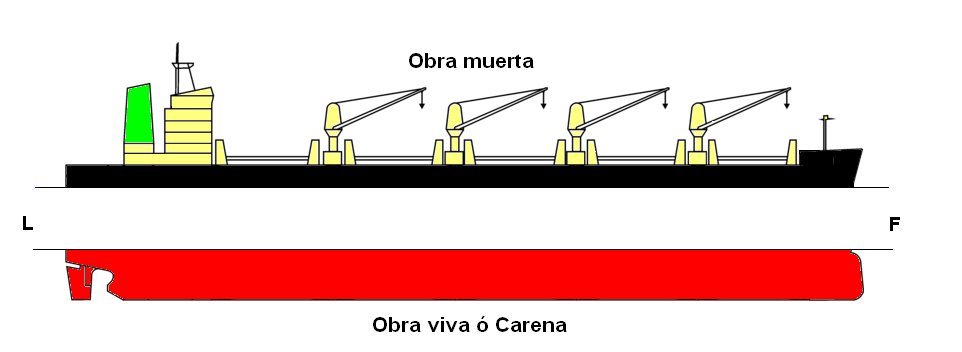
Carène du bateau est représenté en rouge en bas.